# Патрік Мерфі
Патрік Мерфі  (англ. Patrick Murphy; нар. 22 лютого 1984) — австралійський плавець, олімпійський медаліст.

## Виступи на Олімпіадах
| Олімпіада  | Дисципліна                      | Місце                 |
| ---------- | ------------------------------- | --------------------- |
| Афіни 2004 | плавання на 200 метрів на спині | 18                    |
| Пекін 2008 | естафета 4 × 100 вільним стилем | 3 (попередні запливи) |
| Пекін 2008 | естафета 4 × 200 вільним стилем | 3                     |